# 中国語を公用語としている国の一覧

中国語が公用語である国・地域
公用語（中国と台湾での標準中国語）
共用公用語（香港では英語とともに広東語、マカオではポルトガル語、シンガポールでは北京語のほか、英語やマレー語、タミル語と共に使用される。）

中国語を公用語としている国の一覧（ちゅうごくごをこうようごとしているくにのいちらん）では、中国語を公用語とする国や地域の一覧を記載する。

## 概要
中国語を公用語としている国や地域では「中国語」という言葉を使用しているが、中国語は関連する言語の一群であり、その多くは互いに理解することが出来ない。しかし話し言葉の文脈でのそのような呼称は通常、特定の種類の中国語、いわゆる広東語と標準中国語として広く知られている。書き言葉の文脈では、通常白話が正式な標準語であるとされるが、異なる地域では異なる字体、いわゆる繁体字と簡体字が使用されている。
現在、中国語は5つの国や地域で公用語となっている。中国や台湾では標準中国語が唯一の公用語であるのに対し、シンガポールでは4つ存在する公用語の1つである。香港とマカオでは、それぞれ英語とポルトガル語に並び広東語として共同の公用語となっている。中国語は上海協力機構の公用語であり、また国際連合の6つの公用語の1つでもある。中国語は1973年の国際連合総会で、公用語として追加された。

## 歴史
歴史的な中国の王朝や国家のほとんどが、公用語として何らかの形の中国語を持つ。官僚や役人の話し言葉は明清官話と呼ばれ、通常は首都の言葉に基づいていた。朝鮮や日本、ベトナムなどの歴史的な国家も漢文を公用語として使用してきたが、人と人とのコミュニケーションではそれぞれの母語が用いられる。この他にも、満州国や琉球王国、蘭芳公司などの中国語の文字や発音を公式に使用している国もかつて存在した。

## 公用語としての中国語

### 広東語
| 国     | 人口（2017年） | 表記方法          | 標準語 |
| ------ | -------------- | ----------------- | ------ |
| 香港   | 7,191,503人    | 繁体字 広東語表記 | 香港語 |
| マカオ | 648,550人      | 繁体字 広東語表記 |        |

中国の特別行政区である香港とマカオでは多義的な「中国語」が公用語として挙げられているが、実際にはその地域で話されている広東語は、中国本土などのような標準中国語ではなく、中国語の正式な変種とする位置付けで政府により使用されている。
広東語の発祥地となった中国南部に位置する広東省でも、広東語の影響力は高い。中国本土では標準中国語が公用語であるが、国家広播電視総局 (SARFT) は1988年以降、香港の影響力に対抗するため、広東省の地域テレビやその他のメディアなどを広東語で放送することを許可している。その一方、SARFTはメディアでの方言の使用を厳しく制限しており、ラジオやテレビ局では方言を主要な放送言語にするには、国や地方当局の許可が必要である。また広東語は他の中国の方言と比較して特殊な存在に当たるにもかかわらず、最近では広東省の地域テレビでの広東語の使用を抑制しようとSARFTに標的にもされている。これは2010年に大規模なデモを引き起こし、最終的にはこの計画は却下される結果となった。

### 標準中国語
| 国               | 人口（2017年）  | 表記方法 | 標準語 |
| ---------------- | --------------- | -------- | ------ |
| 中華人民共和国   | 1,379,302,771人 | 簡体字   | 普通話 |
| 中華民国（台湾） | 23,508,428人    | 繁体字   | 国語   |
| シンガポール     | 5,888,926人     | 簡体字   | 華語   |

標準中国語系言語は、中国の北部と南西部のほとんどの地域で話されている母語に近い種類の中国語から構成されているが、北京語に基づいた形式が国家標準となっており、中華人民共和国やシンガポール、そして台湾では公用語となっている。しかし香港とマカオも同様に、後者の2つの地域では、現地の言語が標準中国語の口語体に影響を与えている。

## その他の中国語の状況
中国では、標準中国語（普通話）以外の言語の使用は政府によって正式に禁止されており、ほぼ全ての教育やメディアは標準語で行われている。しかし、広東省のメディアや公共交通機関では広東語が使用されており、これは例外とされている。これらの結果、若年層はいっそう地元の方言の知識を失いつつある。しかし、近年では文化番組を通じた学校での方言の再教育の動きは限られており、方言に対する放送規制などはやや引き上げられつつある。
台湾では国語が正式な中国語の一種であるが、台湾語と客家語は広く話され、メディアでも使われている。また小学校でも教育が行われ、公共交通機関のアナウンスにも使用されている。また国語に並び、台湾語と客家語の両方で文学が盛んな光景も見られる。2002年、台湾団結連盟は台湾語を共用公用語にすることを提案したが、青系と緑系双方の政治家から、客家語や原住民語を犠牲にしてまで閩南民系排他主義（Hoklo chauvinism）を推進していると批判された。2017年12月、客家語は少数民族の言語として認められ、話者が人口の半分以上を占める町村で公用語として使用出来るようになった。
シンガポールでは、中国と同様に標準中国語（華語）以外の中国語の使用は推奨されていない。シンガポール政府は1980年以降、講華語運動を積極的に推進しており、ケーブルテレビ以外の放送や、華語以外の中国語による教育メディアを禁止している。しかし、1990年代半ば以降では中国語以外のケーブルテレビ放送を認める緩和が行われ、香港のテレビドラマやポップカルチャーの多くが広東語で放送されるようになったことで、多くの人が好んで視聴するようになった。